# Comedy Central Extra
Комеди сентрал екстра (енгл. Comedy Central Extra) јe европски телевизијски канал, који је са емитовањем кренуо 1. септембра 2003. године, у Уједињеном Краљевству и Ирској, под називом Paramount Comedy 2.

## Историја
Канал је са емитовањем кренуо 1. септембра 2003. године, под називом Paramount Comedy 2. Дана 17. фебруара 2009. године, објављено је да ће 6. априла исте године Paramount Comedy и Paramount Comedy 2 постати Комеди сентрал (Comedy Central) и Комеди сентрал екстра (Comedy Central Extra). Промењен је и програм, између осталих, додати су Два и по мушкарца, Саут Парк и У канцеларији.

## Међународне верзије
Дана 1. новембра 2011. је лансирана холандска верзија канала.
На подручју бивше Југославије су од 1. августа 2012. до 14. јула 2020. лансиране три верзије канала:
- Српска верзија, са титловима на српски језик, која се емитује у Србији, Црној Гори, Босни и Херцеговини и Северној Македонији
- Хрватска верзија, са титловима на хрватски језик, која се емитује у Хрватској и Босни и Херцеговини
- Словеначка верзија, са титловима на словеначки језик, која се емитује у Словенији.

У Румунији и Бугарској, канал је локализован доступан од 2013. године, међутим у Румунији је касније замењен Комеди сентралом.
Од 2014. године, постоје верзије канала и у Чешкој, Словачкој и Мађарској.
Верзије у Албанији, Африци и на Средњем истоку постоји од 2016. године.